# George Hamilton (lord)
George Francis Hamilton (ur. 17 grudnia 1845 w Edynburgu, zm. 22 września 1927 w Londynie) – brytyjski arystokrata i polityk, członek Partii Konserwatywnej, minister w rządach lorda Salisbury’ego i Arthura Balfoura.

## Życiorys
Był synem Jamesa Hamiltona, 1. księcia Abercorn, i lady Louisy Russell, córki 6. księcia Bedford. Dosłużył się rangi porucznika Rifle Bridgade i Coldstream Guards. Otrzymał honorowy tytuł doktora praw Uniwersytetu Glasgow oraz honorowy tytuł doktora prawa cywilnego Uniwersytetu Oksfordzkiego. Był sędzią pokoju w Middlesex i Westminster.
W 1868 został wybrany do Izby Gmin jako reprezentant okręgu Middlesex. Od 1885 do 1906 reprezentował okręg wyborczy Ealing. W 1874 został podsekretarzem stanu w Ministerstwie ds. Indii. W latach 1878–1880 był wiceprzewodniczącym Komitetu Edukacji. W pierwszych dwóch gabinetach lorda Salisbury’ego (1885–1886 i 1886–1892) był pierwszym lordem Admiralicji. W latach 1895–1903 był ministrem ds. Indii.
Hamilton był ponadto prezesem London School Board w latach 1894–1895 oraz kapitanem zamku Deal w latach 1899–1923. Od 1878 był członkiem Tajnej Rady. W 1901 otrzymał Krzyż Wielki Orderu Gwiazdy Indii. W 1916 został przewodniczącym komisji śledczej ds. zbadania przyczyn niepowodzeń w Mezopotamii.

### Rodzina
28 listopada 1871 poślubił lady Maud Lascelles (1846–1938), córkę Henry'ego Lascellesa, 3. hrabiego Harewood, i lady Louisy Thynne, córki 2. markiza Bath. George i Maud mieli trzech synów:
- Ronald James Hamilton (ur. 26 września 1872, zm. 22 stycznia 1958), oficer Orderu Imperium Brytyjskiego, weteran I wojny światowej, pierwszy sekretarz Służby Dyplomatycznej, ożenił się z Florence Hanną, z którą miał córkę
- major Anthony George Hamilton (ur. 17 grudnia 1874, zm. 11 lipca 1936), weteran I wojny światowej, nie ożenił się i nie miał dzieci
- wiceadmirał Robert Cecil Hamilton (ur. 31 stycznia 1882, zm. 31 lipca 1947), weteran I wojny światowej, ożenił się z Edith Paley, nie miał dzieci